# Bahlmanniaan
De Bahlmannianen waren conservatieve katholieke leden van de Tweede Kamer van het Nederlandse parlement aan het einde van de negentiende eeuw, genoemd naar mr. B.M. Bahlmann. Zij stonden tegenover de kleinere groep volgelingen van Schaepman, de Schaepmannianen.
De Bahlmannianen waren tegen invoering van de persoonlijke dienstplicht, tegen verregaande sociale maatregelen, tegen grote kiesrechtuitbreiding en tegen de leerplicht. Net als de Schaepmannianen waren zij wel voor financiële gelijkstelling van openbaar en bijzonder onderwijs en voor verbetering van de positie van katholieken (onder meer afschaffing processieverbod).
Tot de Bahlmannianen behoorden vooral industriëlen (onder meer uit de Brabantse textielindustrie) en grootgrondbezitters uit Limburg. Bahlmann was redacteur van het katholieke dagblad De Maasbode, terwijl Schaepman verbonden was aan het dagblad Het Centrum. De voor Bahlmannianen ook wel gebruikte naam 'Centrum' was een verwijzing naar de Duitse katholieke partij 'Zentrum'.
In 1896 lukte het Schaepman om een gezamenlijk programma op te stellen, waarna beide groepen werden verenigd. Bahlmann overleed in 1898 en Schaepman in 1903.